# I Will Be
«I Will Be» — сингл с дебютного альбома Spirit британской певицы Леоны Льюис. Авторами песни являются Аврил Лавин, Лукаш Готвальд и Макс Мартин. Изначально песня была записана Аврил Лавин и вошла в эксклюзивное издание её третьего альбома The Best Damn Thing.

## Общая информация
Текст песни, вошедшей в альбом Льюис был изменён по сравнению с оригинальной версией Аврил Лавин.
Льюис исполняла «I Will Be» на различных шоу ещё в 2008 году, до выхода сингла. В качестве рекламной поддержки сингла, Льюис выступила с этой песней в Шоу Дэвида Леттермана. Журнал Billboard дал «I Will Be» высокую оценку, особо благоприятно отозвавшись о вокале певицы.

## Позиции в чартах
| Чарт (2009)                         | Лучший результат |
| ----------------------------------- | ---------------- |
| Канада (Billboard Canadian Hot 100) | 83               |
| США (Billboard Hot 100)             | 66               |
| США (Billboard Pop Airplay)         | 24               |
| США (Billboard Adult Pop Airplay)   | 21               |

## Версии песни
1. Альбомная версия — 3:59
2. Corenell Club Mix — 7:41
3. Donni Hotwheel Mixshow — 5:28
4. Bit Error Remix
5. Cajjmere Wray Club Mix